# Pandemia de COVID-19 în Danemarca
Pandemia de coronavirus COVID-19 din Danemarca a fost confirmată prima dată la 27 februarie 2020 la Roskilde. Existau, la 17 martie, 1007 cazuri confirmate (960 în Danemarca continentală, 47 în Insulele Faroe), 3 decese, despre cazurile de recuperare nu există date.

## Istoric
La sfârșitul lunii ianuarie 2020, primii cetățeni danezi au fost evacuați din provincia Hubei, care a fost grav afectată de virus. Evacuații au intrat în carantină, dar testele au fost negative. Primul caz a fost în cele din urmă anunțat la 27 februarie 2020, o persoană care a fost în Lombardia, Italia. Acesta a fost dus în spitalul din Roskilde unde a fost testat pozitiv pentru coronavirus. Bărbatul a fost pus în carantină acasă și a prezentat doar simptome ușoare.
În zilele următoare, numărul celor infectați a crescut inițial lent, în raportul Organizației Mondiale a Sănătății (OMS) începând cu 5 martie, au fost menționate zece cazuri, până la 9 martie a ajuns la 36. Pe 10, 11 și 12 martie, cifrele s-au dublat mai mult față de ziua precedentă. La 12 martie 2020, erau menționate 615 cazuri.
La 13 martie 2020, o persoană în vârstă de 80 de ani a murit în Iutlanda de Nord care a fost testată pozitiv pentru coronavirus după moarte. S-a raportat că, indiferent de această infecție, persoana a murit în urma unui atac de cord.  Pe 14 martie, o persoană în vârstă de 81 de ani a decedat din cauza coronavirusului. Persoana a dezvoltat semne ale unei posibile infecții cu virusul doar în timpul șederii sale în spital.

## Măsuri

### Închiderea facilităților
Premierul Mette Frederiksen a anunțat măsuri ample pe 11 martie pentru a stopa răspândirea virusului. Începând cu 16 martie, școlile publice și universitățile au fost închise timp de două săptămâni. Toți angajații din sectorul public care nu au funcții critice nu ar trebui să mai vină la muncă începând cu 13 martie 2020 și, dacă este posibil, să lucreze de acasă. Angajaților din sectorul privat li s-a cerut să lucreze de acasă sau să plece în vacanță, dacă este posibil. Toate instituțiile culturale publice au fost, de asemenea, închise temporar timp de două săptămâni. În plus, a fost anunțat că utilizarea transportului public ar trebui să scadă și vizitele la spitale și casele de îngrijire medicală vor fi restricționate. 

### Închiderea frontierei
Pe 13 martie 2020, Ministerul Afacerilor Externe sub conducerea ministrului Jeppe Kofod a recomandat evitarea tuturor călătoriilor inutile în străinătate. Toți danezii care locuiesc în străinătate, cei care nu locuiesc în străinătate permanent, au fost rugați să se întoarcă. Primul ministru Frederiksen a anunțat în aceeași zi că granița va fi închisă pe 14 martie 2020 la ora 12 noaptea. Toate persoanele care nu au un motiv valabil de intrare trebuie împiedicate să intre. De asemenea, traficul aerian, de feribot și feroviar trebuie să fie parțial sau complet oprit. Armata daneză urmează să fie dislocată și la frontierele naționale pentru a sprijini poliția. Circulația mărfurilor nu trebuie restricționată de închiderea frontierei. 

## Reacții din străinătate
La 14 martie 2020, Norvegia a introdus o cerință de carantină pentru orice persoană care a fost în afara Norvegiei, Suediei și Finlandei după 27 februarie 2020. La 16 martie, Germania a limitat traficul transfrontalier cu Danemarca privind transportul de marfă și de navetiști.  

## Legături externe
- „Coronavirus/covid-19 in Denmark”, politi.dk (în daneză), Government of Denmark, arhivat din original la 10 martie 2020, accesat în 17 martie 2020